# Аксайський сільський округ (Атирауська міська адміністрація)
Акса́йський сільський округ (каз. Ақсай ауылдық округі, рос. Аксайский сельский округ) — колишня адміністративна одиниця у складі Атирауської міської адміністрації Атирауської області Казахстану. Адміністративний центр — село Аксай. 30 вересня 2022 року було ліквідовано Аксайський сільський округ, населені пункти якого (села Акжар та Аксай) і територія площею 65,64 км² передані до складу Каїршахтинського сільського округу.
Населення — 5008 осіб (2009; 3553 в 1999).

## Склад
До складу округу входять такі населені пункти:
| Населений пункт | Населення, осіб (1999) | Населення, осіб (2009) |
| --------------- | ---------------------- | ---------------------- |
| Акжар, село     | 2406                   | 3337                   |
| Аксай, село     | 1147                   | 1671                   |